# Nagari Sungai Jambua
Nagari Sungai Jambua is een bestuurslaag in het regentschap Solok van de provincie West-Sumatra, Indonesië. Nagari Sungai Jambua telt 1238 inwoners (volkstelling 2010).